# Етиен Брюле
Етиен Брюле (на френски: Étienne Brûlé) е френски трапер, търговец на кожи, пътешественик-изследовател.

## Младежки години (1596 – 1615)
Роден е около 1596 година в Шампини сюр Марн, регион Ил дьо Франс, Франция. През 1608 се преселва в Канада и до края на живота си се занимава с търговия на кожи, учене на индиански езици и изследователска дейност.
В периода 1610 – 1614 по поръчение на управителя на Канада, по това време Самюел дьо Шамплен, обикаля бъдещите провинции на Канада – Квебек, Онтарио и Мичиган, изучава наречията на местните индиански племена – хурони, ирокези и други, и допринася за опознаването на новите френски територии. По този начин Брюле става първият типичен северноамерикански „горски бродяга“ (френски: coureur des bois), името на който идва до нас.

## Изследователска дейност (1615 – 1621)
През 1615 участва в похода на Самюел дьо Шамплен до езерото Хюрън, след което се разделя с него и открива езерото Онтарио (19500 км2). От там продължава на юг, пресича Апалачкото плато (до 1500 м) и Алегенските планини, открива горното течение на река Саскуехана (ок. 990 км) и през късната есен на същата година проследява течението ѝ до Чесапикския залив, като открива западното крайбрежие на п-ов Делауеър.
През пролетта на 1616 Брюле поема обратния път към Квебек. По пътя групата е нападната от ирокезите и той и неговите спътници се разбягват и скриват из горите. След като скита няколко дни сам Брюле е принуден да се предаде на ирокезите, понеже умира от глад. Въпреки слуховете за тяхната свирепост те не само го нахранват, но му и дават водачи, които да го заведат в страната на хуроните, техните смъртни врагове. Брюле прекарва около две години в племето на хуроните и през 1619 се завръща в Квебек.
През 1621 Самюел дьо Шамплен изпраща Брюле и друг „горски бродяга“ Гренол на разузнаване в областта северно от езерото Хюрън. Двамата откриват Северния проток в езерото Хюрън, редицата острови Манитулин на юг от протока, река Сейнт Мъри, свързваща Горно езеро с Хюрън и праговете ѝ – Су Сейнт Мери и източните и част от северните брегове на Горно езеро до 90º 30` з.д.

## Следващи години (1622 – 1633)
След последното си пътуване Брюле е изгонен от Канада и му се забранява да се връща повече. Въпреки това, през 1629 възглавява английска военна част, която успява да превземе град Квебек и го задържа до 1632, когато французите отново си го отвоюват. Независимо от забраната за пребиваване в Канада той продължава да живее, общува и търгува с местните индиански племена, разпалва междуплеменни свади, при една от които през юни 1633 е убит.

## Памет
Неговото име носят:
- Брюле (град) (46°33′ с. ш. 91°35′ з. д. / 46.55° с. ш. 91.583333° з. д.) – град в щата Минесота, САЩ, разположен на река Брюле (река, Минесота);
- Брюле (езеро) (47°56′ с. ш. 90°41′ з. д. / 47.933333° с. ш. 90.683333° з. д.) – езеро в щата Минесота, САЩ;
- Брюле (остров) (47°56′34″ с. ш. 90°37′37″ з. д. / 47.942778° с. ш. 90.626944° з. д.) – остров в езерото Брюле в щата Минесота, САЩ;
- Брюле (река, Горно езеро) (устие, 47°49′ с. ш. 90°03′ з. д. / 47.816667° с. ш. 90.05° з. д.) – река в щата Минесота, САЩ, вливаща се в северозападната част на Горно езеро;
- Брюле (река, Минесота) (устие, 46°45′ с. ш. 91°37′ з. д. / 46.75° с. ш. 91.616667° з. д.) – река в щата Минесота, САЩ, вливаща се в западната част на Горно езеро.